# 加納金助
加納 金助（かのう きんすけ、1883年〈明治16年〉9月4日 - 1953年〈昭和28年〉12月5日）は、日本の政治家、教育者、日本大学常任理事、日本大学副会頭、日本大学第一学園初代理事長。千葉市長（第5、9、10代）、参議院議員（1期）。

## 経歴
1883年、千葉県下埴生郡小菅村（印旛郡遠山村を経て現成田市小菅）の農家 藤崎家の三男として誕生。1898年、成田英漢義塾（同年10月にに私立成田中学校として認可）に入学。1903年卒業。國學院大學高等師範部に入学するも、同年9月に日本大学高等師範部（現在の文理学部）へ転入学。1906年同校を卒業すると、日本大学専門部法律科入学。在学中の1908年11月30日、加納家の長女由香と結婚し、加納家の養子となる。1909年、日本大学法学部入学、1910年9月、千葉県立千葉中学校の教壇に立つ。1912年11月、法学部に在学のまま日本大学職員となり、当時の大学常任理事石渡敏一の片腕として付属中学校の設立に関わる。1913年2月14日、日本大学中学校設立認可となり、幹事教諭として草創期の学校経営に参画。1915年1月、法学部卒業。1924年3月、日本大学中学校内に、夜間乙種実業学校が併置され、加納が校長に就任する。同年9月、日本大学商工学校（現在の日本大学第一中学校・高等学校）を設置。1927年2月、同校が日本大学商業学校に再編されると、1935年2月まで一貫して校長を務めた。1928年7月より日本大学常任理事となる（1933年9月まで）。
1926年、獣医師法の改正に伴い、東京獣医学校は専門学校昇格をよぎなくされ、経営に窮していた。そこへ加納が協力を申し出、1930年3月、校名を東京高等獣医学校と改めて開校。加納は同校の理事長に就任した。1946年3月、日本大学第一中学校が財団法人日本第一学園として財団法人日本大学より独立した際、日本第一学園初代理事長となった。1949年12月、日本大学副会頭となる。1950年、日本大学理事長の古田重二良から東京獣医畜産大学の合併話が持ちかけられると、両法人の合併決議に協力した。1952年、日本大学農学部は農獣医学部と改称され、獣医学科が設置された。また、東京畜産工芸学校の後身である付属高等学校も移管され、1951年10月、日本大学鶴ヶ丘高等学校となった。
政治家としては、1933年8月9日に第5代千葉市長に官選市長として就任し、1934年12月21日まで務めた。1946年千葉市議会の推挙により第9代市長に就任。1947年、公職制が導入された際も当選し、第10代千葉市市長となる。都合3期にわたり千葉市長を務め、1950年5月19日に退任した。同年6月4日に行われた第2回参議院議員通常選挙において、自由党より立候補して初当選。
参議院議員任期中の1953年12月5日、千葉大学医学部附属病院において病気のため死去、73歳。死没日をもって勲四等瑞宝章追贈、従六位に叙される。1953年12月7日、佐藤尚武が哀悼演説を行った。加納の死亡により、1954年1月20日に参院千葉選挙区補欠選挙が行われ、自由党の伊能繁次郎が当選した。
日本第一学園2代目理事長の加納弘は子、3代目理事長の加納誠は孫である。